# Мальвінас-Архентінас (округ)
Округ Мальвінас-Архентінас (ісп. Malvinas Argentinas) — адміністративно-територіальна одиниця 2-го рівня у провінції Буенос-Айрес у центральній Аргентині. Адміністративний центр округу — Лос-Польворінес (ісп. Los Polvorines).
Населення округу становить 322 375 осіб (2010). Площа — 63 кв. км.

## Історія
Округ заснований у 1994 році.

## Населення
У 2010 році населення становило 322 375 осіб. З них чоловіків — 159 205, жінок — 163 170.

## Політика
Округ належить до 1-го виборчого сектору провінції Буенос-Айрес.